# Bertha Benz
Bertha Benz (nascuda Ringer, Pforzheim, 3 de maig 1849 - Ladenburg, 5 de maig de 1944), pionera alemanya de l'automoció, va ser l'esposa i sòcia de negocis de l'inventor de l'automòbil Karl Benz. El 1888 va ser la primera persona a conduir un automòbil en un viatge de llarga distància, de 180 km. entre l'anada i la tornada. D'aquesta manera va aconseguir que la companyia Benz Patent-Motorwagen atragués l'atenció mundial i fes les seves primeres vendes.

## Biografia

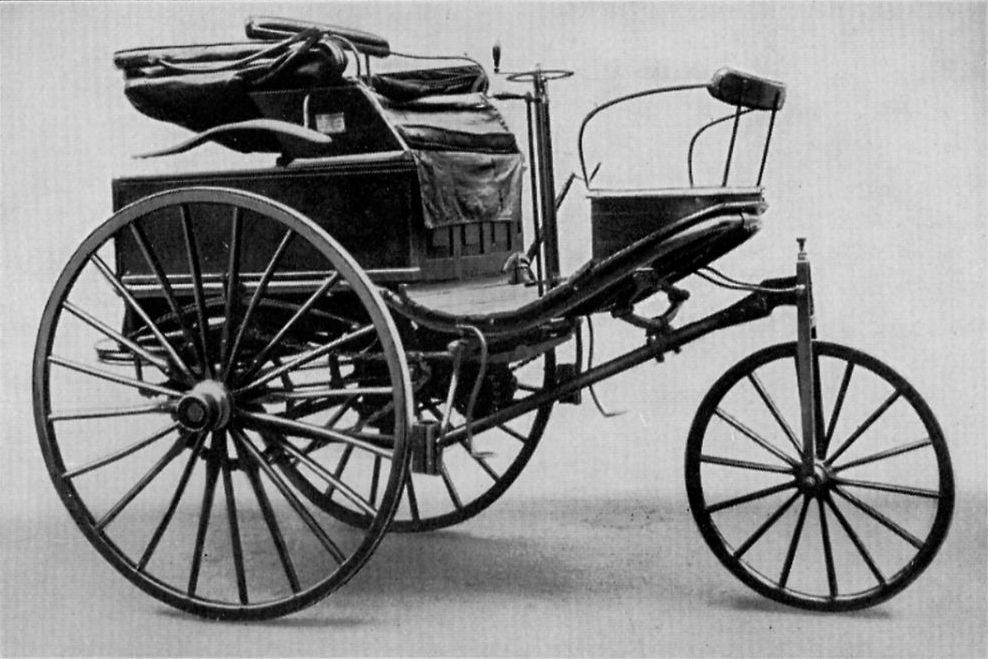
El Benz Patent-Motorwagen Número 3 de 1888, utilitzat per Bertha Benz per al seu molt publicitat primer viatge de llarga distància en automòbil (més de 106 km)

Bertha Ringer era filla de Karl Friedrich Ringer, mestre d'obres i fuster, i Auguste Friedrich i la tercera de nou germans, que van rebre una sòlida formació. Des de petita va sentir-se interessada per la innovació tecnològica. Així, el 1871 va invertir els diners del seu dot en el taller del seu promès, Karl Benz, cosa que li permeté desenvolupar la primera patent d'automòbil. Estava en condicions de fer-ho per ser dona soltera, ja que després del casament amb Benz, i d'acord amb la llei vigent en aquells moments, Bertha va perdre el poder jurídic per actuar.
El 20 de juliol de 1872 Bertha Ringer es va casar amb Karl Benz. Junts van tenir dos fills i tres filles: Eugen (1873), Richard (1874), Clara (1877), Thilde (1882) i Ellen (1890).

### Primer viatge de llarga distància en automòbil

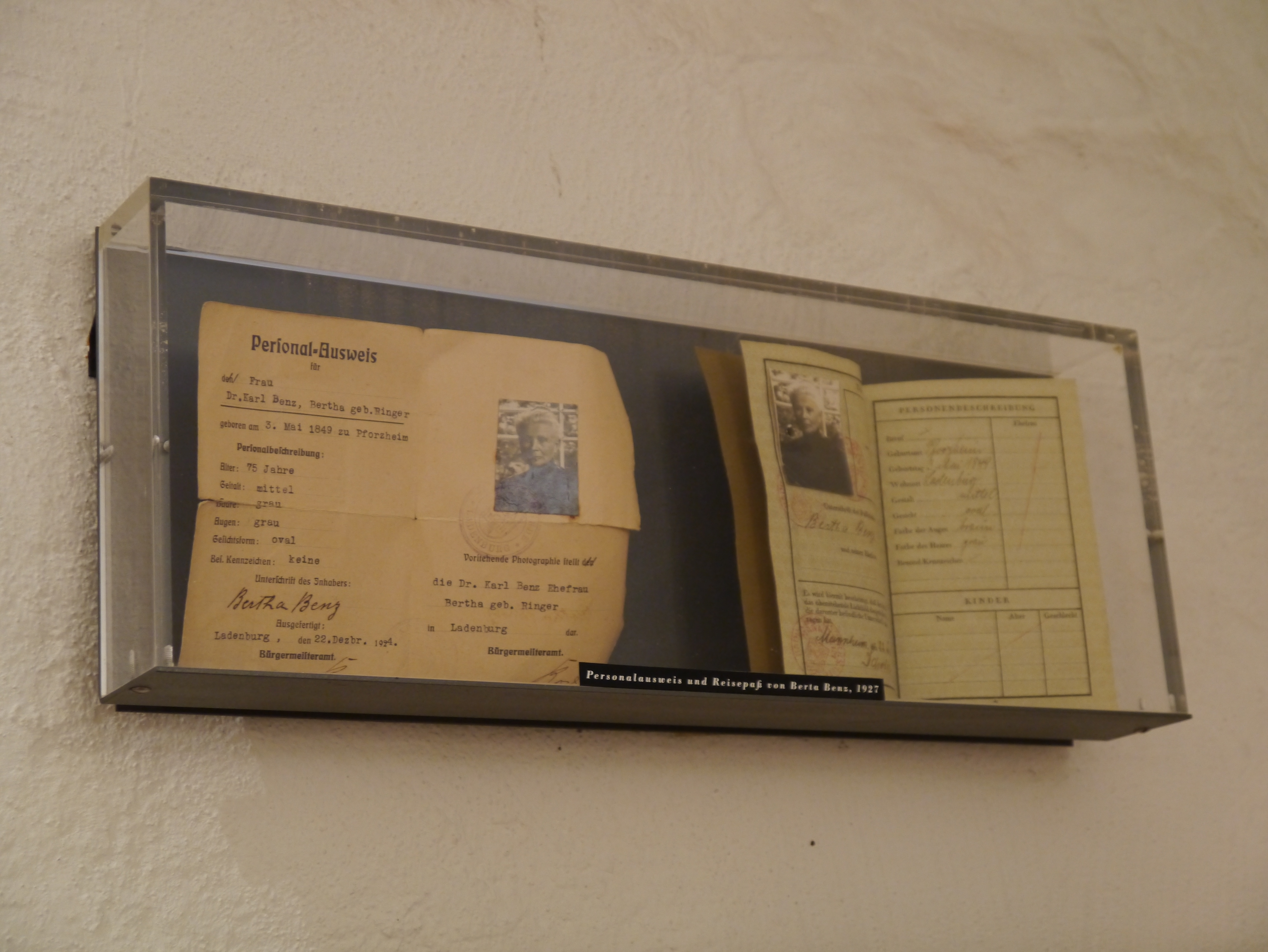
Document d'identitat i passaport de Bertha Benz (1927), a la Karl Benz House de Ladenburg

El 5 d'agost 1888, sense dir-ho al seu marit, sense carnet i sense permís de les autoritats, Bertha Benz va conduir un dels primers vehicles fabricats per Benz Patents Motorwagen i es va convertir així en la primera persona a conduir un automòbil al llarg d'una distància real, d'un centenar de quilòmetres. En aquest viatge pioner l'acompanyaven els seus fills Richard i Eugen, de tretze i quinze anys. Fins a aquest viatge històric les distàncies recorregudes per vehicles motoritzats havien estat molt curtes, sempre retornant al punt d'origen i amb l'ajuda de personal mecànic.
Tot i que el propòsit declarat del viatge era una visita a la seva mare, Bertha Benz tenia altres motius. Karl Benz havia presentat una sol·licitud de patent per al seu automòbil, però trobava poc entusiasme en el públic: el seu marit no havia tingut en compte la comercialització del seu invent de manera adequada i Bertha volia donar-li la confiança que les seves construccions tenien futur i demostrar que l'automòbil en el qual tots dos havien invertit fortament esdevindria un èxit financer quan s'hagués mostrat la seva utilitat al públic.

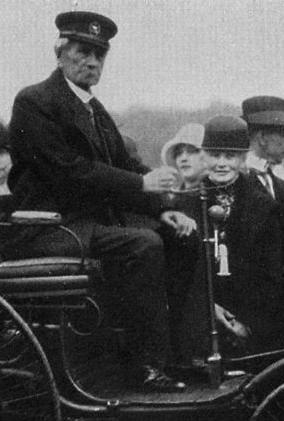
Karl i Bertha Benz c. 1914 - Zenodot Verlagsges. mbH

Durant el camí, Bertha va haver de resoldre nombrosos problemes. El combustible que l'automòbil utilitzava era ligroïna, que només estava disponible a l'apotecari, per la qual cosa es va aturar a Wiesloch per comprar el combustible a la farmàcia de la ciutat. Un ferrer va haver d'ajudar-la a reparar una cadena que s'havia trencat. Els frens també van haver de ser reparats i, en fer-ho, Bertha Benz va inventar la guarnició de fre. També va haver d'fer servir una agulla llarga i recta per netejar el tub de combustible, que s'havia bloquejat, i aïllar un cable amb una lligacama. Va deixar Mannheim a l'alba i va arribar a Pforzheim poc després del vespre, on va notificar per telegrama al seu marit l'èxit del seu viatge. Va conduir de tornada a Mannheim l'endemà.

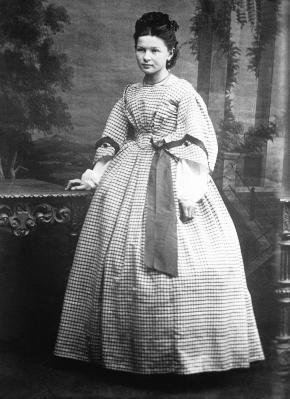
Bertha Benz a l'edat 18 anys.

En el camí, diverses persones es van espantar per l'automòbil i el viatge va aconseguir molt de ressò, que era un dels objectius de Bertha. El viatge es va convertir en un esdeveniment clau en el desenvolupament tècnic de l'automòbil. La parella pionera va introduir diverses millores després d'aquesta primera experiència. Bertha va informar de tot el que havia succeït pel camí i va fer suggeriments importants, com ara la introducció d'una marxa addicional per pujar els turons i la guarnició de fre per a millorar la potència de frenada.

### Vida posterior
El 1944, al seu 95è aniversari, Bertha Benz va ser honorada amb el títol Honorable Senadora per la Universitat Tècnica de Karlsruhe. Dos dies més tard, Bertha Benz moria a la seva vila a Ladenburg, on Karl Benz havia construït el taller després d'haver-se traslladat al 1906 i d'haver establert Benz and Sons.

## Honors

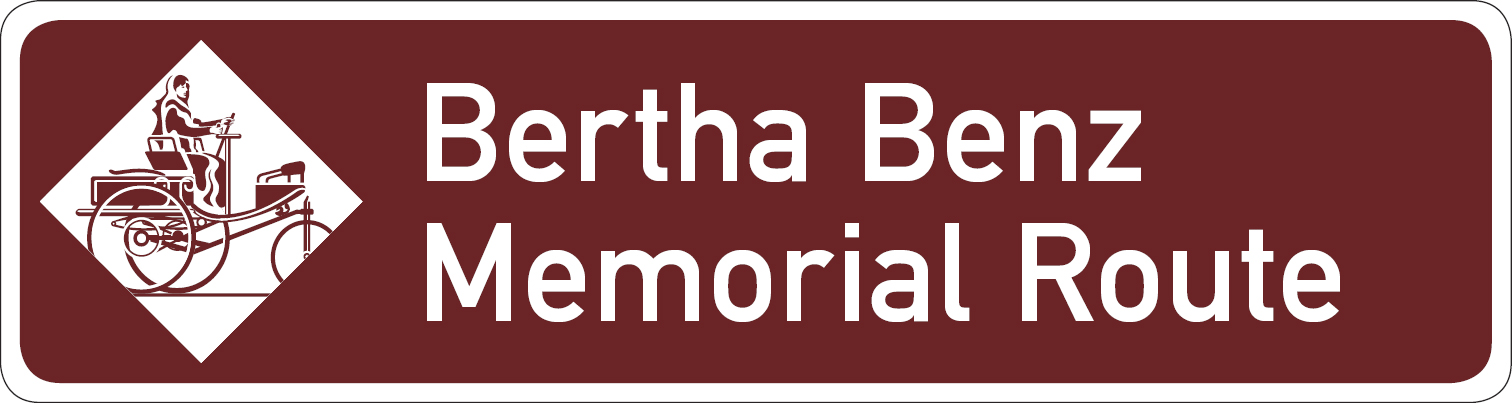
Cartell oficial de la Bertha Benz Memorial Route

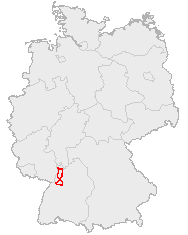
Mapa d'Alemanya amb el Bertha Benz Memorial Route, des de Mannheim -via Heidelberg i Wiesloch- a Pforzheim i retorn. La ruta commemora el viatge de Bertha Benz el 1888.

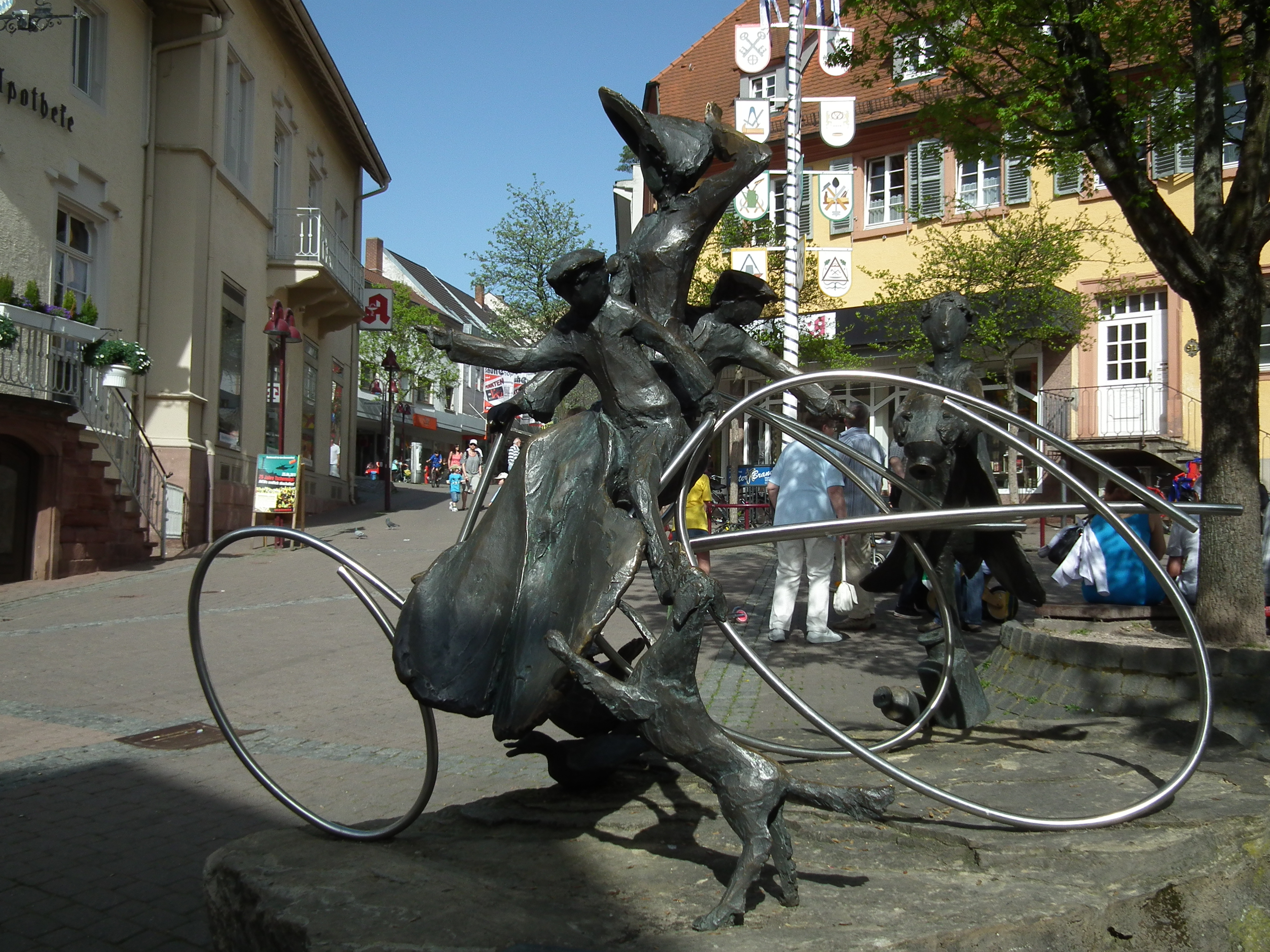
Monument a Bertha Benz a Wiesloch, on va fer una parada per fer combustible a la farmàcia de la ciutat, que ara és anomenada "la primera estació de servei del món"

- El 2008, va ser aprovada oficialment la Bertha Benz Memorial Route[9] i es va convertir en una ruta del patrimoni industrial de la humanitat. La ruta segueix el camí de Bertha Benz durant el primer viatge de llarga distància del món en automòbil el 1888.
- En el marc de la cerimònia de l'Automobile Summer 2011, el gran esdeveniment oficial alemany que commemora la invenció de l'automòbil per Karl Benz fa 125 anys, es va fer el primer Bertha Benz Challenge. Des de llavors es du a terme cada any amb l'objectiu d'esdevenir un senyal visible globalment per a un nou avanç de l'automòbil, ja que està dedicat a la mobilitat sostenible: vehicles orientats al futur amb sistemes alternatius híbrids i elèctrics, d'hidrogen i piles de combustible. El lema de la primera edició, que es va fer el 10 i 11 de setembre de 2011 va ser: Bertha Benz Challenge - Mobilitat sostenible a l'antiga ruta del món de l'automòbil.
- El 25 gener 2011 Deutsche Welle (DW-TV) va retransmetre a tot el món dins la seva sèrie  Made in Germany un documental sobre la invenció de l'automòbil per Karl Benz, tot destacant l'important paper de la seva esposa, Bertha Benz. El document gràfic no és només la història de l'automòbil sinó que fa un cop d'ull al seu futur.[10]
- El documental The car has born produït per Ulli Kampelmann al voltant de la primera gira per Bertha Benz.[11]
- L'any 2011 una pel·lícula per a televisió sobre la vida de Karl i Bertha Benz va ser titulada Karl i Bertha[12] A Youtube es poden consultar un tràiler de la pel·lícula[13] i un "making of" especial[14]